# Sie fielen vom Himmel

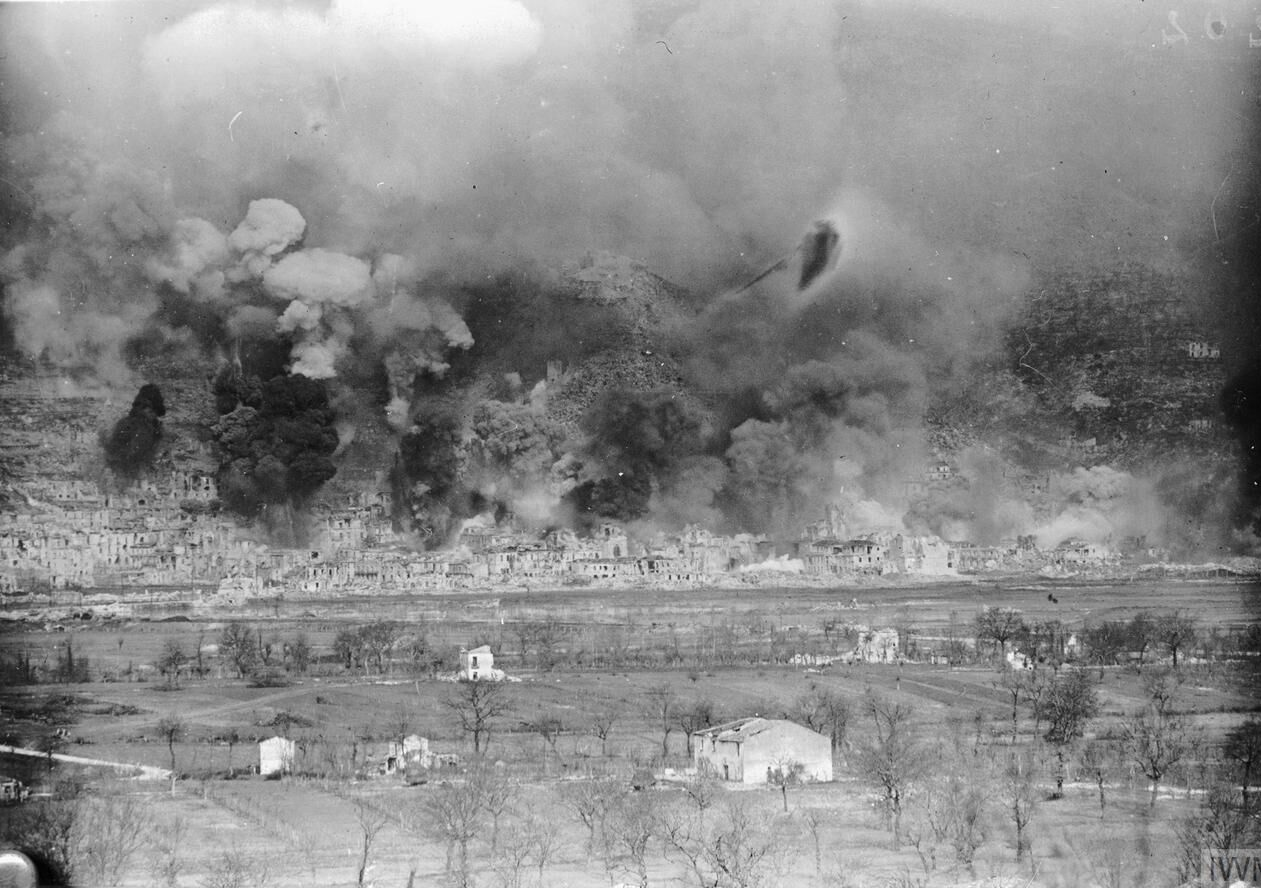
Bombardierung von Monte Cassino

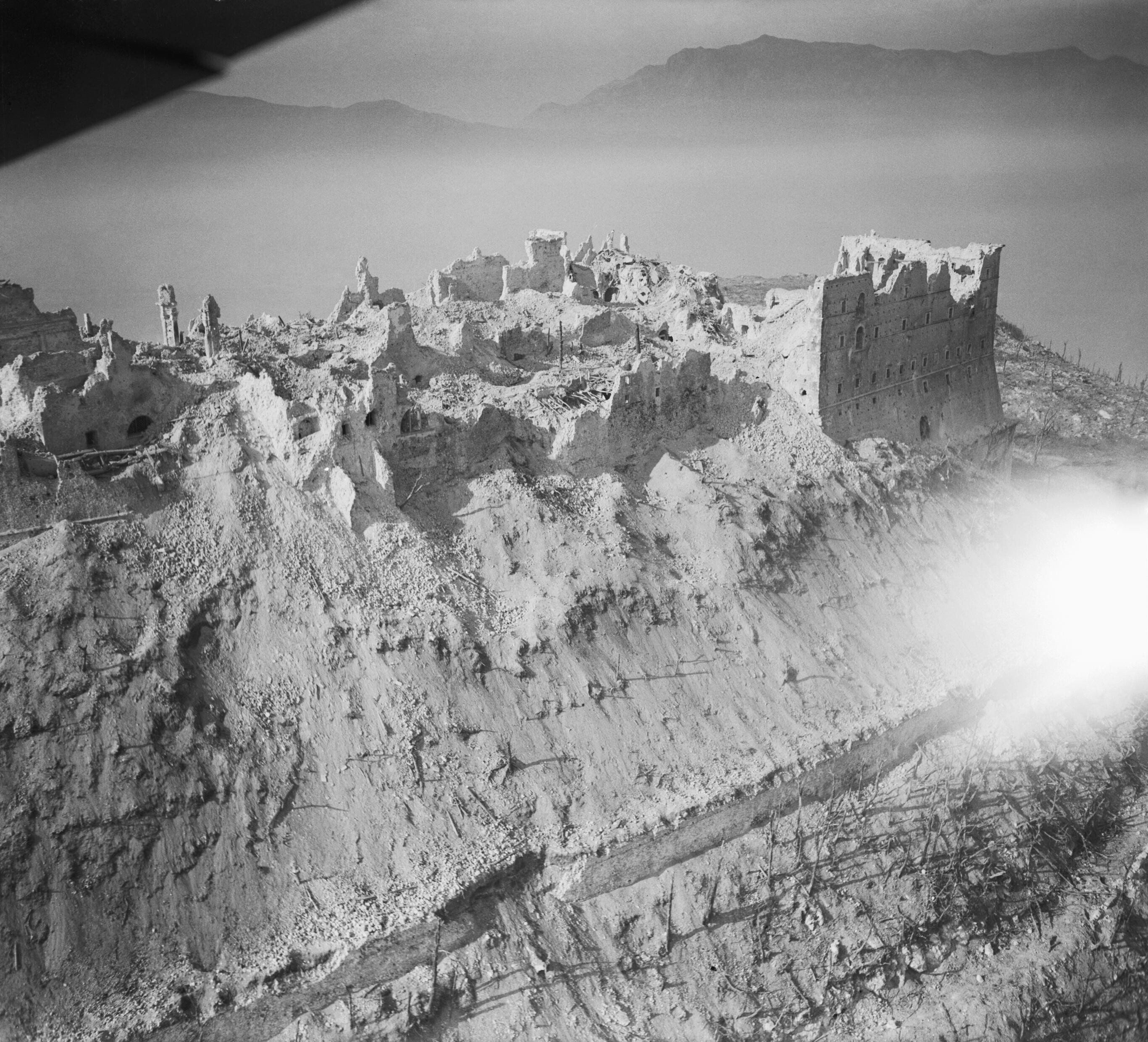
Klosterruinen von Monte Cassino

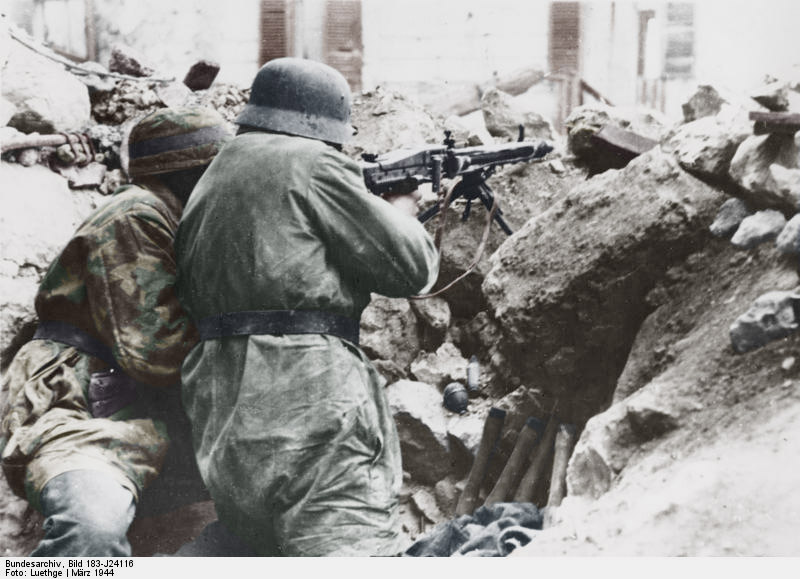
Deutsche Fallschirmjäger

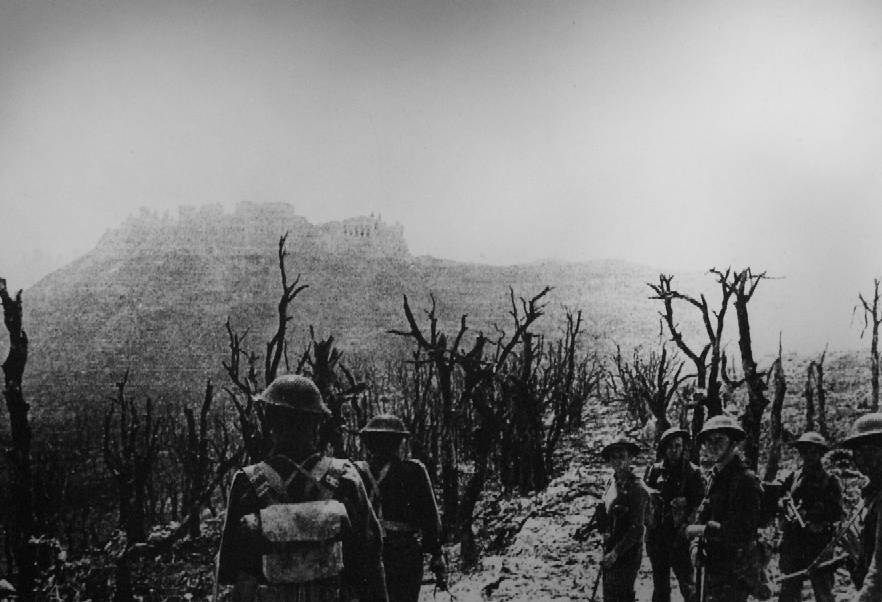
Britische Infanteristen bei Monte Cassino

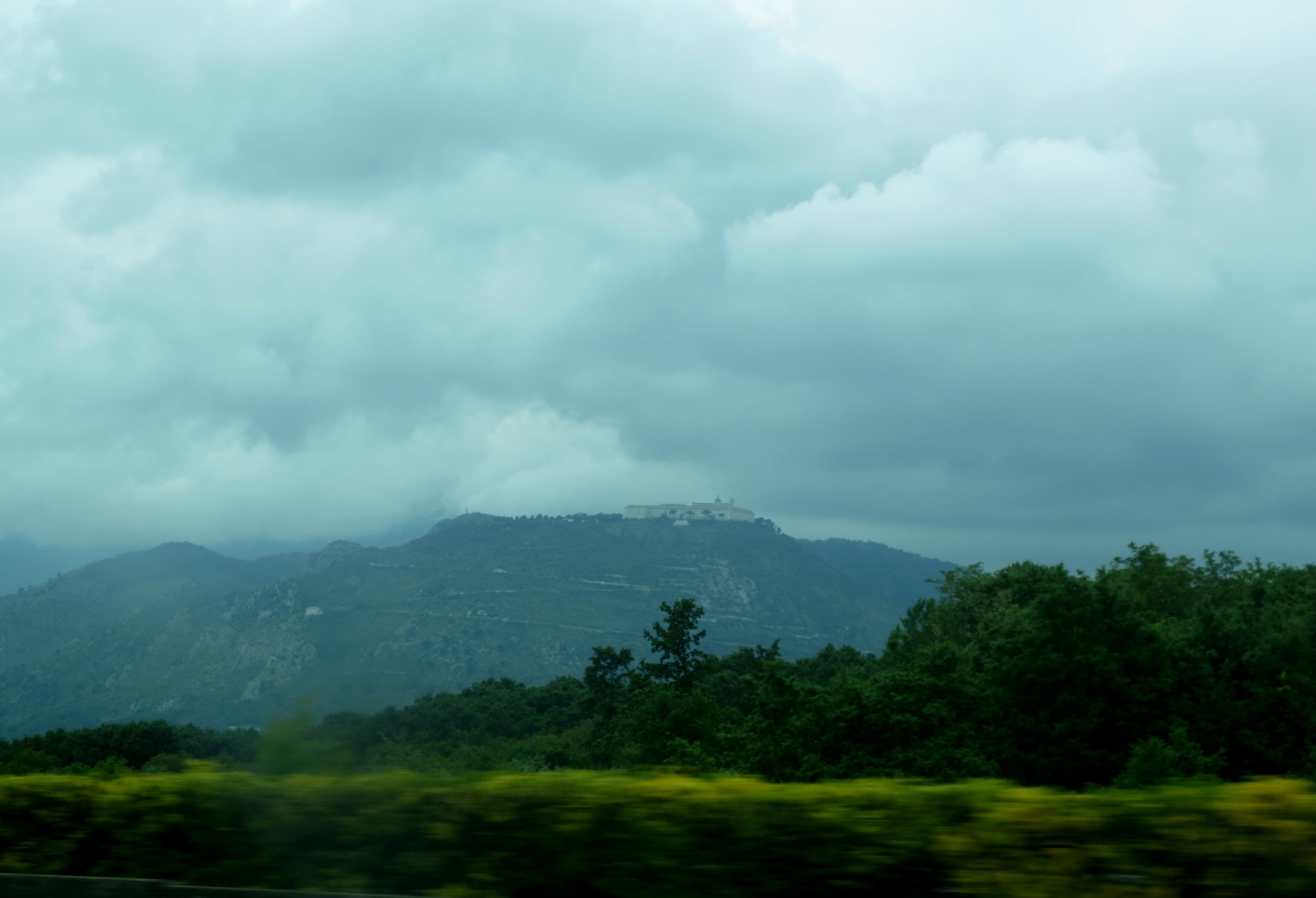
Klosterberg Monte Cassino im Jahr 2014

Sie fielen vom Himmel ist einer der bekanntesten Kriegs-, Arzt- und Liebesromane von Heinz G. Konsalik aus dem Jahr 1958, der in den Jahren 1943 bis 1944 vor dem Hintergrund der Schlacht um Monte Cassino spielt. Das Buch ist in fünf Kapitel gegliedert. Es wurde unter dem Titel Fertigmachen zum Heldentod von April bis Juni 1960 in Episoden auch in der Illustrierten Revue veröffentlicht.

## Inhalt

### Klappentext
„Sie fielen vom Himmel ist ein Roman über eine der größten Materialschlachten des Zweiten Weltkrieges – über den Kampf um den Monte Cassino. Selten hat ein Roman so gegensätzliche Meinungen ausgelöst wie dieses Werk von Heinz G. Konsalik, das immer wieder im Mittelpunkt erregter Diskussionen steht. Es wurde begeistert angenommen und angefeindet, verboten und wieder freigegeben. Damit war erreicht, was der Autor bezweckte, nämlich wachzurütteln aus einer Lethargie, Stellung zu nehmen zu dem primitivsten Grundrecht des Menschen: leben und leben zu dürfen.“

## Handlung
Am 9. September 1943 um 3 Uhr nachts beginnt die alliierte Landung auf Italien. Mehrere britische Divisionen gehen an Land. Deutsches Artilleriefeuer fordert hohe Opfer bei den alliierten Marineinfanteristen. Sie planen mit Luftlandetruppen den Deutschen in den Rücken zu fallen und ihnen den Weg abzuschneiden.
Am 10. September kommen auf dem römischen Hauptbahnhof Termini Urlauberzüge an, die Verstärkungen in das Kampfgebiet bringen sollen. Darunter sind auch Dr. Pahlberg und Schwester Renate, ein Liebespaar, das sich trennen muss.
Das Land ist unruhig geworden. Überall haben die Partisanenaktivitäten stark zugenommen.
Bei Battipaglia kämpften deutsche Fallschirmjäger gegen eine große britische Übermacht. Die britische 8. Armee will sich mit der amerikanischen vereinigen. Sie müssen die Lage an der Salernofront dringend stabilisieren, da die deutsche 29. Panzergrenadierdivision genau dazwischen steht.
Major Caspar von der Breyle bekommt Besuch von seinem Sohn, Leutnant Jürgen von der Breyle. Während der Vater noch an den Endsieg glaubt, plagen den Sohn Sorgen um die Sinnlosigkeit des Krieges.
Die 3. Fallschirmjägerkompanie ist Battipaglia eingeschlossen, der Nachschub unterbrochen und die Landser müssen sich selbst um ihre Versorgung kümmern. Für wertlose Scheine der Winterhilfslotterie kaufen sie einem alten Bauern ein Mastschwein ab und bereiten daraus feldmäßig Schweinebraten zu.
Stabsarzt Dr. Pahlberg ist mit seinem Vorgesetzten Oberstabsarzt Dr. Heitmann im Feldlazarett von Eboli tätig. Sie müssen im Schnellverfahren 500 Schwerverwundete behandeln. Es muss wegen des Fehlens vieler medizinischer Gerätschaften (z. B. Überdruck-Äthernarkose-Apparat) stark improvisiert werden und aus Zeitgründen bleiben bei den vielen Schussverletzungen (Milzschuss, Lungendurchschuss, Wirbelsäulensteckschuss u. v. m.) Desinfektion und Asepsis meist auf der Strecke. Es kommt u. a. ein junger Mann mit einer lebensbedrohlichen Zwerchfellverletzung auf den Operationstisch. Es gibt schon Schwierigkeiten bei einfachen Dingen wie der Blutgruppenbestimmung. Häufig haben die Verwundeten keine Laufzettel vom Hauptverbandsplatz bekommen oder ihre Erkennungsmarke verloren. Die Operation ist äußerst kompliziert, da die Milz, als das blutreichste Organ des Menschen, in der Bauchhöhle zerrissen ist und der junge Soldat akut zu verbluten droht. Da eine Rillensonde fehlt, muss Dr. Pahlberg die Baucharterien ertasten und sie mit den bloßen Händen abbinden. Der nächste Patient, der eine schwere Granatsplitterverletzung hat, kommt nicht durch. Dr. Pahlberg ist schockiert über die fehlende Menschlichkeit und den Fatalismus, mit dem Dr. Heitmann die OPs im Feldlazarett leitet. Auch bei einem Bauchschuss (MG-Garbe, sieben Einschüsse, fünf Ausschüsse neben der Wirbelsäule und zwei Steckschüsse im Darm) ist die ärztliche Kunst machtlos.
In Rom macht sich Renate Wagner auf den Weg ins Lazarett in Eboli. Zur Front gibt es derzeit keine Telefonleitungen. Man erklärt sie für verrückt, weil sie unbedingt in den Salerno-Raum möchte, der jeden Moment droht, vollständig eingekesselt zu werden. Ihr Vorgesetzter, ein Oberst und Chef der Lazaretthilfskräfte untersagt ihr die Bitte, zusammen mit ihrem Verlobten Pahlenberg bei der kämpfenden Truppe in Eboli zu arbeiten, sondern sie soll weiterhin ihren Dienst in Rom verrichten.
In der Nähe der Caracalla-Thermen trifft sie eine Lazarettstaffel, die gerade auf dem Weg zur Front ist. Renate will sich ihnen anschließen, doch der befehlshabende Stabsarzt lehnt dies vehement ab.
In der Nacht vom 13. auf den 14. September 1943 landen alliierte Luftlandetruppen, um Kesselrings Gegenschlag zu verhindern. Es droht ein zweites Dünkirchen zu werden. Die 4. Fallschirmjägerdivision drängt von Battipaglia in Richtung Salerno. Hauptmann Gottschalk, der mit der 3. Kompanie Battipaglia im Handstreich genommen hat, ist von Oberst Stucken für das Ritterkreuz vorgeschlagen worden. Major von der Breyle hat sich im Zorn von seinem Sohn Jürgen getrennt, der ihm jetzt zukommen lässt, dass er mit seiner Einheit 70 % Verlust erlitten hat und 183 Briefe an die Eltern der Gefallenen mit der Aufschrift „In stolzer Trauer“ zu schreiben hat.
Erwin Müller 17, der Mann mit der Gesäßverletzung, will nicht in ein Lazarett. Die Männer sind mit kaum etwas anderem als der Nahrungsbeschaffung beschäftigt. Sie haben ein italienisches Bauernmädchen aufgegriffen und wollen sie gemeinschaftlich missbrauchen. Doch Hauptmann Gottschalk kann dies verhindern.
Am 14. September 1943 sind die alliierten Fallschirmjäger gelandet. Mitten in der Nacht setzen von der Seeseite wieder Schiffsgeschütze ein. Dazu schwere Bombenangriffe. Für die deutschen Fallschirmjäger, die in Erdstellungen um Persano liegen, ein großer Schock.
Die Luftlandungen treffen auch Leutnant Jürgen von der Breyle an der Sele-Brücke. Zuvor hatte er noch ein Gespräch mit seinem Vater gehabt, was jedoch jäh unterbrochen wurde. Es sind 1900 alliierte Fallschirmjäger, die auf nur 1,2 km² landen und die Deutschen gewaltig unter Druck setzen. Die 3. Kompanie, die auf eine Kampfgruppe von nur noch 70 Mann zusammengeschmolzen ist und sich hinter Eboli am Tusciano-Fluss befindet, bekommt sofort Feindberührung. Die Gruppe Maaßen der 3. Kp hat überlebt. Sie soll als Sturmgruppe in Reserve bleiben.
Jürgen von der Breyle wird vermisst.
In den Monti Picentini im kampanischen Apennin lernt Felix Strahmann das Mädchen Maria Armenata kennen. Er hatte vom Kompaniechef Gottschalk den Auftrag erhalten, mit einem BMW-Krad nach Cotursi zu fahren und dort um die Zuteilung neuer Granatwerfer zu bitten. Es wird eine gefährliche Meldefahrt durch die italienische Bergwelt. Oberst Stucken hatte als Divisionsbefehl herausgegeben, dass bei Partisanen keine Gefangenen mehr gemacht werden duften und sie sofort nach Ergreifung standrechtlich zu erschießen seien. Auf der Straße begegnet ihm ein hübsches Mädchen mit Tonkrügen beim Wasserholen. Sie kann ein wenig Deutsch und sagt, dass ihre Mutter sehr krank sei. Die beiden sind sich sympathisch und verabreden sich wiederzusehen. Als Strathmann weiterfährt, trifft sich Maria mit dem Partisan Emilio Bernatti. Dieser will von ihr alles wissen, wo die Fallschirmjäger liegen, welche Befehle sie haben etc. Er droht ihr, weil sie mit dem Deutschen geflirtet hat. Auf Bernatti, Mario Dragomare und Francesco Sinimbaldi hat die deutsche Wehrmachtsleitung 1000 Mark gesetzt. Die italienischen Partisanen haben sich mit britischen Sabotagekolonnen vereinigt. Die Gruppe Bernatti hat den Auftrag, den deutschen Fallschirmjägern die Rückzugswege über die Berge abzuriegeln.
Das Absetzen der britischen Fallschirmtruppen im Rücken der deutschen 10. Armee hat im Kommando der Wehrmacht in Rom einen großen Schock ausgelöst. Es musste Nachrichtendisziplin gehalten werden, um die italienischen Partisanen nicht dazu zu ermutigen, gegen den deutschen Nachschub noch härter und konsequenter zuzuschlagen.
Renate arbeitet in dem Römer Lazarett. Dabei wird sie Zeugin vieler menschlicher Schicksale. So das von Leutnant Horst Braun. Dieser hat einen einfachen Unterschenkeldurchschuss. Durch unzureichende Versorgung und Desinfektion ist daraus jedoch ein schwerer eitriger Wundbrand geworden und das komplette Bein muss ihm vom Gelenk her herausgeschält und amputiert werden. Dieser ist traumatisiert und will, dass Renate seine Uniform wegwirft. Doch sie nimmt dem Patienten diese ab und will sich damit als Fallschirmjäger mit dem fingierten Namen Leutnant Reinhold Wagner ausgeben, um auf abenteuerlichem Wege zu ihrem Erich zu gelangen.
Feldwebel Hugo Lehmann III beaufsichtigt die Fallschirmjägerlehrabteilung 2 auf einem Übungsplatz zwischen Rom und Monterosi. Das Lehrbataillon soll aufgrund der fatalen Lage an der Front aufgelöst werden. Bei der Truppe ahnt man schon, dass der Krieg irgendwann eine dramatische Wendung nimmt und schließlich auf deutschem Boden ausgetragen wird.
Das Feldlazarett von Stabsarzt Dr. Pahlberg ist nach Benevento verlegt worden.
Gina die Frau von Mario Dragomare, dem Partisanen, erwartet ein Kind. Schmerzhafte Wehen kündigen eine äußerst komplizierte Geburt an. Der Kopf des Kindes ist zu groß. Er passt nicht durch den Geburtskanal und hat sich festgeklemmt. Weder die alte Hebamme noch ein heilkundiger Dorfbewohner können helfen. Obwohl auf Emilio Bernattis Kopf 100.000 Lire ausgesetzt sind und dem Versteck der Partisanen die Vernichtung durch Vergeltungsmaßnahmen der Wehrmacht droht, müssen sie es wagen und als letzte Rettung den deutschen Arzt aus dem Lazarett holen.
Major Caspar von der Breyle ist zu Tode betrübt. Er muss seiner Frau in Deutschland schreiben, dass ihr Sohn vermisst ist, doch er hat keine Kraft dazu. Die Hoffnung, dass Jürgen wie durch ein Wunder überlebt haben könnte, ist zum Verschwinden gering. Die Leiche seines Kameradens wurde bereits geborgen. Oberst Stucken hat Mitleid mit seinem Ib. Er weiß, wie ein Vater in einer solchen Situation fühlen muss. Der Schmerz ist umso größer, da es sich um ihr einziges Kind, ihren „Kronprinzen“ handelt. Der Divisionskommandeur bietet sich an, den Brief an seine Frau zu schreiben.
Felix Strathmann will Maria Armenata wiedersehen. Er hat die Fliegerschokolade Schoka-Kola dabei. Doch Maria erscheint nicht und diese Tatsache rettet Strathmann das Leben. Unterdessen begibt sich Mario Dragomare mit seiner hochschwangeren Frau ins Tal und sucht Dr. Pahlberg auf. Dieser operiert in einem Haus, während der Stadtrand von Eboli mit Artilleriegranaten beschossen wird. Dr. Pahlberg und seine OP-Mannschaft hatten gerade den letzten Verwundeten versorgt und die Transporte an weitere Sammelstellen weitergeleitet. Ausrüstung und Instrumente waren bereits verpackt, um Verlegen zu können. Gina ist am Ende ihrer Kräfte, sie hat neun Stunden Wehen hinter sich. Pahlberg war nur als junger Assistenzarzt einmal in der Gynäkologie gewesen. Er traut sich diesen Eingriff nicht zu. Dennoch will er bei dieser Steißlage die Hick’sche Wendung anwenden, was jedoch nicht funktioniert. Es rettet nur ein Kaiserschnitt. SanFeldwebel Krankowski ist speiübel, denn seine Frau ist beim dritten Kind durch Aortenriss verblutet. Und jetzt erinnert ihn Gina an seine verstorbene Frau. Der Unterleib der narkotisierten Frau wird mit Jod desinfiziert und dann schneidet Dr. Pahlberg. Sie fördern die Gebärmutterblase mit dem Kind ans Licht. Es muss sehr schnell gehen, damit das Kind nicht erstickt oder bleibende Schäden davonträgt. Es ist ein lebendiges Mädchen. Die Bauchhöhle der Mutter wird von Blutresten gereinigt und mit Sulfonamid gegen Bauchfellentzündung desinfiziert. Sie haben nicht einmal Kochsalzlösung, um die stark geschwächte Frau wiederzubeleben.
Draußen geht der Krieg weiter und die 5. Armee rückt gegen Eboli vor. Doch Bernatti ist überglücklich.
Zeitgleich befiehlt Stucken ein Antipartisanenkommando, um die pausenlosen Anschläge auf Personal und Ausrüstungsgegenstände der Wehrmacht zu beenden. Major Caspar von der Breyle wird mit dieser Aufgabe betraut.
Bei einer dieser Aktionen wird Bernatti erschossen.
Zu einem Wiedersehen zwischen Felix und Maria kommt es nicht, weil 1.) Bernatti tot ist und 2.) die deutschen Truppen auf die Reinhard-Linie bei Volturno und Gustavstellung zurückweichen müssen. Cassino und das Lirital sollen als Riegelstellung der Via Casilina dienen. Ist die Straße erst einmal frei geschossen, so ist der Weg nach Rom für die Panzer offen.
Das 516 Meter über dem Meeresspiegel gelegene Benediktinerkloster Monte Cassino war der Schlüssel dazu. Fällt Monte Cassino, so ist der Weg nach Rom frei.
Die deutschen Verteidiger haben das Kloster fest in die Abwehr der Gustavlinie mit eingeplant.
Dr. Pahlberg verlässt als Letzter das Lazaretthaus. Er kennzeichnet sie mit „Operation of a birth“, damit die nachrückenden Engländer sie entdecken und weiterversorgen. Kaum sind sie in den Wagen gestiegen, werden sie auch schon von der Artillerie beschossen.
Mitte September 1943 hat die 5. US-Armee den Durchbruch geschafft und die deutschen Truppen zogen sich kämpfend nach Norden zurück.
Im Oktober beginnen sintflutartige Regenfälle.
Am 1. Oktober 1943 fällt Neapel. Theo Klein bedauert lediglich, dort nicht mehr ins Bordell gehen zu können. Der Schlamm hemmt die Bewegungen der Alliierten. Daher wird der Luftkrieg intensiviert.
Die 3. Kompanie wird bei strömendem Regen in Cassino eingesetzt. Im Gegensatz zu allen anderen Truppengattungen hinterlassen die Fallschirmjäger den kernigsten Eindruck. Das Kloster Monte Cassino wird geräumt. Major von Sporken hst vor dem Krieg Kunstgeschichte studiert, war sogar Dozent an der Universität Greifswald und kennt sich mit der Materie gut aus. Die unermesslichen Reichtümer der Kirchenschätze von Monte Cassino sind ihm wohlbekannt.
Gemäß Befehl von Generalfeldmarschall Kesselring ist um das Kloster eine Bannmeile gelegt worden, welche deutsche Soldaten nicht betreten dürfen. Major von Sporken wird von Bischof Diamare empfangen. Diamare bleibt zuversichtlich, da er auf gar keinen Fall von einem Luftangriff auf die kirchlichen Heiligtümer ausgeht. Nach einer zweitägigen Unterredung erklärt sich der Erzabt endlich bereit, die Kirchenschätze, darunter die Gebeine des heiligen Apollinaris, und die 70.000-bändige Bibliothek, nach Rom zu evakuieren.
Nachdem das Kloster geräumt ist, wollen zivile Flüchtlinge dort Schutz vor dem Bombenkrieg suchen.
Am 3. November segnet der Erzabt Diamare Maj. v. Sporken in einer Dankmesse. Der über 80-jährige Erzabt weigert sich standhaft, das Kloster zu verlassen.
Um die Weihnachtszeit schneit es. Jetzt versuchen indische Truppen vergeblich die deutschen Stellungen am Monte Cairo zu durchstoßen.
Dr. Heitmann und Dr. Pahlberg üben ihren Sanitätsdienst im Bergdorf Albaneta aus. Zum Operieren bleibt keine Zeit, sie verbinden und binden nur noch ab. Die Bedingungen sind fürchterlich. Einem Feldwebel muss der Arm abgetrennt werden, da der nur noch an zwei Sehnen hängt.
Die 34. US-Infanteriedivision stürmt den Monte Trocchio.
Piero Larmenatto hat nach Bernattis Tod die Führung der 60 Mann starken Partisanengruppe übernommen. Sie sollen mit Sabotageakten gegen Wehrmachtseigentum den britischen Vorstoß vorbereiten. Die Gruppe Larmenatto befindet sich im Rücken der Deutschen in den Bergen um Monte Cassino. Mario und Gina Dragomare sind in Eboli verblieben, wo sie von US-Militärärzten gepflegt werden, die sich anerkennend über den dt. Kaiserschnitt äußern. Nachdem die kleine Emilia geboren ist, ringt Gina ihrem Mann das Versprechen ab, dass er nie wieder auf Deutsche schießt.
Die Partisanengruppe agiert aus Höhlenverstecken im Monte Abata heraus. Sie verminen Zufahrtsstraßen des dt. Nachschubs, sprengen Brücken und beschießen aus dem Hinterhalt Kolonnen der Fallschirmjäger. Doch die Jagdkommandos des Majors von Breyle sind hinter ihnen her. Bislang haben die „Säuberungstruppen“ aufgrund der allgegenwärtigen Zerstörung ihre Spur noch nicht gefunden. Auch die Gruppe Maaßen wird zur Antibandenbekämpfung abkommandiert.
Sie sind auf zwei Gruppen angesetzt, von denen die eine im Gebirge und die andere, die gefährlichere von beiden, im Tal operiert. Eine Gruppe soll sogar von einem Deutschen angeführt werden. Besonders diese Tatsache spornt die Landser an, diesen Verräter zur Strecke zu bringen.
Felix Strathmann trifft auf Maria Armenata in einer Schlucht. Bei leichtem Schneetreiben in einem Olivenhain. Sie überrascht ihn und im ersten Moment will er sie mit dem Kappmesser der Fallschirmjäger töten. Doch dann erkennt er sie. Felix muss unbedingt verhindern, dass Küppers, Klein und Maaßen sie finden. Sie führt ihn in ein Partisanennest. Die Tatsache, dass sie zu den Partisanen gehört, schockiert ihn sehr. Doch sie liebt ihn und erlaubt ihm, sie „wie ein Wolf die Wölfin nimmt“  zu nehmen. In der Höhle geben sie sich ihren Leidenschaften hin. Seitdem wird der Fallschirmjäger Felix Strathmann vermisst.
Major v.d. Breyle ist mit dem Kübelwagen in der Schlucht unterwegs. Schüsse lassen auf Feindberührung schließen. Doch damit haben Klein und Küppers nur einen Hasen erlegt. v.d. Breyle verfolgt eine Gestalt. Es muss der deutsche Verräter sein. Er hat ihn getroffen. Es ist sein Sohn Jürgen. Dann wird der Vater von einer Kugel in die Brust getroffen. Als er wieder aufwacht, traktiert er Jürgen mit Schlägen. Er ist empört, wie sein Sprössling so dermaßen aus der honorablen Ahnenreihe – alle tadellose preußische Offiziere seit 400 Jahren – ausschlagen konnte. Jürgen erzählt Caspar, dass er nur den Krieg bekämpft. Beide wissen, dass sie sich weiterhin verfolgen würden. Der Major wird auch weiterhin entschlossen sein, seinen Sohn, einen Partisanen, zu exekutieren. Doch Jürgen verachtet all die alten, in seinen Augen verlogenen Werte von Kadavergehorsam, die sein Vater verkörpert und denen er blind folgt. Vor allem will er all dem Wahnsinn und dem sinnlosen Morden des Krieges ein Ende bereiten. Seinen Vater sieht er auf der Seite der Schlächter. Er stellt ihn die grundlegende Frage, warum überhaupt dieser sinnlose Krieg geführt wird. Caspar antwortet darauf, dass er nur Befehle von oben ausführt und er dem Eid folgt, den er geschworen hat.
Der Vater bringt es nicht übers Herz den Sohn auf der Stelle zu erschießen, sondern streckt ihn nur mit einem Kolbenhieb nieder. Er gibt Jürgen die Chance, in die Berge zu fliehen und warnt ihn jedoch, dass ihre nächste Begegnung in jedem Fall tödlich enden wird. Doch dann kommt das Pflichtbewusstsein zurück und er gibt einen Feuerstoß aus seiner Maschinenpistole auf die fliehende Person, die an Arm und Bein verletzt ist, ab. Maaßen und Klein erreichen den Major. Dieser erzählt ihnen nichts von der Begegnung, sondern weist sie weiterhin an, die Gegend zu durchkämmen.
Die Nachricht vom vermissten Felix Strathmann erregt außer den üblichen Landsergeschichten vom „Postenklau“ keine größere Beachtung. von der Breyle gibt die Tagesbfehle heraus und macht wie gewohnt seine Eintragungen. Gefallene: keine; Verwundete: keine; Vermisste: keine. In Klammern die Bemerkung: Obergefreiter Strathmann hat sich verlaufen. Kommt zur Truppe zurück. Kurzer Lagebericht: keine Feindberührung. Aktion erfolglos. 10. Februar 1944. v.d. Breyle. Major
Doch die Gruppe Maaßen hat den Befehl nach Strathmann zu suchen und durchkämmt eine Schlucht, in der er sich sehr wahrscheinlich aufhalten könnte. Es kommt ein Schneesturm auf. Dann finden sie tatsächlich Strathmanns Taschentuch, mit dem er sein Gewehr gereinigt hat. Hauptmann Gottschalk schreibt in seinen Bericht, dass Strathmann während einer Partisanenbekämpfungsaktion abgängig ist. Man geht davon aus, dass er von Partisanen getötet wurde.
Felix Strathmann schläft mit Maria in der Höhle auf einer Matratze. Um die beiden Liebenden herum tobt das Grauen des Krieges. Artilleriebeschuss ebnete Cassino ein. Es werden immer mehr Gefallene und Verwundete.
Das Feldlazarett von Albaneta ist abgeschnitten und die Zufahrtsstraßen werden permanent bombardiert. Die Zustände werden immer unerträglicher. Jetzt geht auch schon das Verbandsmaterial zur Neige. Die Mullbinden werden von den Toten abgewickelt und für die Neuverletzten verwandt. Die Toten werden von einem Beerdigungskommando mit LKWs abgeholt. Zuvor werden die Erkennungsmarken durchgebrochen und die Verlustmeldung an die betreffenden Truppenteile durchgegeben. Es verbleiben nur noch 300 Ampullen Tetanusimpfstoff, die bei diesem Großanfall von Verwundeten keineswegs weiterhelfen. Hoffnungslose Fälle erhalten keine Tetanus-Ration mehr. Vor allem die Kopfschüsse demoralisieren mit ihren furchtbaren Schreien das Krankenzimmer. An einem Tag haben sie 37 Tote zu verzeichnen, bis in die Abendstunden dann meist 50. Alles, was von der HKL. kommt, ist meist hoffnungslos Dr. Heitmann nimmt gegen den Dauerstress große Dosen an Pervitin, die ihn an den Rand des Herzinfarktes bringen. Partisanen haben den Nachschub an Medizinprodukten unterbrochen. Es kommt in Albaneta nichts mehr an.
Die Fallschirmjäger verteidigen den zerklüfteten Klosterberg aus einem Bunker- und Grabensystem mit MG 42-Maschinengewehren, 7,5 cm Gebirgsgeschützen und 10-cm-Leichtgeschützen heraus.
Daran beißen sich die Alliierten, die aus Maori, Neuseeländern, Indern, Briten u.v.a.m. bestehen, die Zähne aus.
Die Versorgungslage der Fallschirmjäger ist schlecht. Sie müssen sich engen Raum zusammen mit den verwesenden Gefallenen teilen. Feldpost wird noch empfangen. So erhält Unteroffizier Küppers ein Scheidungsurteil seiner Frau zugesandt. Die Ehe ist wegen seiner häufigen Bordellbesuche in die Brüche gegangen.
Stabsarzt Dr. Pahlberg erscheint auf dem Klostergelände und versorgt die Verwundeten. Es geht ihm sehr nah, dass er einer attraktiven jungen Frau das Bein amputieren muss. Feldwebel Lehmann III von der Fallschirmjägerschule bereitet währenddessen die Fallschirmjäger mit hartem Training auf ihren Absprung vor. Dann kommt er bei einem Einsatz ums Leben.
Am 16. Februar 1944 um 09 Uhr 45 wird die Abtei durch einen Luftangriff von 142 Flying Fortress Bombern zerstört. General Freyberg, Oberbefehlshaber der neuseeländischen Truppen, hatte im Kloster Artilleriebeobachter vermutet. Es wird bombardiert, obwohl sich auf dem Klostergelände 1.300 italienische Flüchtlinge befinden, die aber im letzten Moment noch evakuiert werden können.
Die Zerstörungen sind enorm. Oberst von Stucken befiehlt den Fallschirmjäger sich später in den Trümmern zur Verteidigung einzugraben. Die Aufgänge und Serpentinen auf den Klosterberg sind von Pionieren vermint worden. Sie wollen aus den Ruinen ein zweites Verdun machen.
Es folgt eine zweite Bomberwelle mit B-25 und B-26 Maschinen.
Dr. Pahlberg operiert wieder in Albaneta, einem Nachbarberg des Monte Cassino. Durch die Bombardierung hat es wieder einen Massenanfall von Verwundeten mit den schlimmsten Verletzungen gegeben. Dr. Heitmann ist dem Stress nur gewachsen, indem er gefährlich starke Mengen an Pervitin einnimmt. Die Behandlungsumstände, unter denen die Ärzte rund um die Uhr operieren müssen, sind katastrophal und es spielen sich fürchterliche menschliche Dramen ab.
Am 17. Februar 1944 bezieht die 3. Fallschirmjägerkompanie unter Hauptmann Gottschalk ihre neuen Stellungen auf dem Klosterberg. General Freyberg will diesen mit nur einem Bataillon nehmen, da er nicht mit gravierendem Widerstand rechnet. Die Bergstellungen, die sich erst 400 Meter unterhalb des Klosters befanden, werden heraufgezogen. Im Innenhof liegen noch ca. 250 Leichen herum, die einen bestialischen Gestank verbreiten. Es sind sogar schwangere Frauen darunter.
Maria Armenata passiert die deutschen Linien. Sie versorgt Felix Strathmann in einem Versteck der Partisanengruppe Larmenatto. Maria Armenata will ihren Geliebten bei ihrer Tante in Campagna verstecken. Strathmann befindet sich im Gewissenskonflikt. Zum einen verzehrt er sich vor Liebe an die schöne Italienerin und andererseits möchte er bei seinen Kameraden sein, sie ihn für einen Deserteur halten. Dann reiten sie davon.
Renate Wagner hilft in einem neuen Römer Lazarett aus, das extra für die vielen Verwundeten von der Montecassino-Schlacht errichtet wurde. Viele berichten ihr von den Heldentaten ihres Erichs. Sie muss unbedingt zu ihm und kann bei einer Gelegenheit einen Fallschirm entwenden.
Klein und Küppers liefern sich am 17. Februar 1944 gegen 17:00 Uhr mit Gurkhas ein Feuergefecht. Sie kämpfen, essen dabei aber ganz gelassen ihre Schokolade. Es ist bereits der dritte Feindangriff von fünf Bataillonen. Der verbitterte Widerstand bereitet General Freyberg große Sorgen. Allein der erste Angriff hat ihnen 12 Offiziere und 130 Mannschaftssoldaten gekostet. Auch der dritte Angriff bricht auf Höhe 444 zusammen. Die Inder ziehen sich zwischen Höhe 444 und 569 zusammen, um die Nacht abzuwarten. Es wird ein blutiger Nahkampf bei Dunkelheit erwartet. Major von Sporken ist begeistert von der heldenhaften Kampfleistung der 3. Kompanie. Während ein Kamerad mit dem MG feuert, kochen die anderen das Abendessen. Mitten im Kugelhagel und unter Lebensgefahr bringen die Landser der Gruppe Maaßen, Major von Sporken eine selbstgekochte Mahlzeit. Von Höhe 569 kann man den Innenhof der Klosterruine einsehen und Mörserfeuer darauf lenken. Scharfschützen machen ihnen das Leben schwer.
Dr. Pahlberg betreibt im Keller des Klosters ein Notlazarett. Es werden Kopf- und Bauchschüsse eingeliefert. Die Verwundeten werden nicht namentlich genannt, sondern nur anhand ihrer Verwundungsmuster („Der Lungendurchschuss“, „Der Bauchschuss“ etc.) identifiziert. Morphium zur Schmerzlinderung wird nur noch für hoffnungsvolle Fälle aufbewahrt. Alle anderen müssen meist qualvoll sterben.
Major von Sporken besucht Dr. Pahlberg im Keller und überzeugt sich persönlich von dessen Wundertaten. Sogar Kesselring soll von dessen chirurgischem Geschick schon gehört haben. Sie führen ein philosophisches Gespräch über die Sinnlosigkeit des Krieges. Für Dr. Pahlberg stecken dahinter keine Heldentaten, sondern nur Stumpfheit und die völlige Entpersönlichung des Menschen. Der Kommandeur verlangt weiterhin Härte bis zur Selbstaufopferung.
Renate kündigt Erich in einem ihrer Liebesbriefe an, dass sie sehr bald bei ihm sein wird. Dr. Pahlberg macht dem Major einen Gegenbesuch. Er zeigt ihm den Brief seiner Verlobten, da er befürchtet, dass sie tatsächlich hier herkommen könnte und durch die Frontsperre schlüpft. Der Major sagt ihm, dass es die Kraft der Liebe sei, die Renate diese übermenschliche Kraft verleiht.
Klein und Küppers kochen sich in Gefechtspausen Kaffee und schwelgen in Erinnerungen an die Schlacht von Korinth vom 26. April 1941, welche die Truppe zu einem legendären Ruf verholfen hatte.
Am 18. Februar 1944 wird die Drahtverbindung zum Gefechtsstand Oberst Stucken unterbrochen. Die Gurkhas weichen auf ihre Ausgangsstellungen aus. Auch Freybergs dritter Angriff auf den Klosterberg war eine Katastrophe. Die Presse spricht vom Heldentum der „Grünen Teufel“, der unbesiegbaren deutschen Fallschirmjäger.
Im Klosterkeller werden Rationen selbstgebrannten Schnaps geteilt. Major von Sporken will von Hauptmann Gottschalk einen Melder, um die Verbindung durch die gekappte Leitung wiederherzustellen. Dieser Melder soll sich zum Divisionsgefechtsstand durchschlagen. Außerdem unverheiratet und ein Teufelskerl als Freiwilliger für das Himmelfahrtskommando. Die Wahl fällt auf Theo Klein. Doch Unteroffizier Küppers meldet sich ebenfalls. Die beiden knobeln und Küppers gewinnt. Küppers ist geschieden und das Kind seiner Frau zugesprochen. Er bekommt Meldungen über Stärke, Bewaffnung, Munitions- und San-Vorräte ausgehändigt, die auf gar keinen Fall in feindliche Hand fallen dürfen. Im Notfall müssen sie heruntergeschluckt werden.
Der hochgefährliche Meldeweg beträgt ca. 700 Meter und führt durch vom Feind gut einsehbares Gelände, welches ständig unter Beschuss liegt. Die Chancen durchzukommen sind minimal.
Auf einem Saumpfad der Höhe 569 hat sich der Gurkha-Korporal Tandi Meheranhi eingerichtet. Ein Großteil des indischen Bataillons war bereits zurückgenommen worden.
Küppers passiert die Todesschlucht und erklimmt bislang problemlos die italienische Berg- und Hügellandschaft. Unvermittelt begegnen sich Küppers und Meheranhi. Küppers setzt den Inder mit einem Handkantenschlag gegen die Halsschlagader zunächst außer Gefecht. Dann kommt es zu einem Gerangel bei dem Meheranhi mit seinem Kris in der Brust tödlich verletzt wird. Es ist ein schlimmes Erlebnis, denn der Inder ist der erste Nahkampftote, den Küppers zu verantworten hat. Er verspürt starke Gewissensbisse. Küppers erreicht Oberst Stucken und übergibt ihm die Meldepapiere.
Waffenruhe am Monte Cassino. Beide Seiten müssen umgliedern. Wintereinbruch verbunden mit starken Wolkenbrüchen.
General Freyberg hat als Vergeltung für die erlittenen Schlappen einen erneuten Großangriff für den 24. Februar angesetzt. Eine Verbesserung der Wetterlage, auch für weitere Luftangriffe, wird erst wieder Mitte März erwartet.
Die Fronttätigkeiten gehen mit geringerer Aktivität weiter: Spähtruppunternehmen, Stellungsausbau, kleinere Bunkerangriffe, Kommandotrupps, Störfeuer etc.
Auf Küppers war wieder auf dem Klosterberg zurückgekehrt. Er hat nur Meldungen von drüben und Feldpost mitgebracht. Die Nahkampferfahrung hat ihn sehr mitgenommen, da es etwas ganz anderes ist, als mit einer Schusswaffe auf weitere Distanz zu töten. Auch auf Kreta haben die Fallschirmjäger mit dem Kappmesser getötet, nur mit dem Inder schien es so wie Mord. Theo Klein kennt diesen Konflikt nicht. Die Hänge zwischen der Stadt Cassino und dem Monte Cassino sind übersät mit unbestatteten Leichen.
Der Schneefall lässt nach und Schneeschmelze setzt ein. Auf Höhe 444 ist wieder das Lazarett eingerichtet. Die toten 30 Nachschubssoldaten in der Todesschlucht („Todesschlucht“ und „Inderhügel“ als Orte der Geländetaufe von Monte Cassino) sollen endlich geborgen werden.
Es kommt auf dem Niemandsland zu einer Begegnung zwischen Stabsarzt Dr. Pahlenberg und dem deutschsprachigen US-Amerikaner, den Bataillonsarzt Captain Dr. James Bolton. Sie begegnen sich voller Menschlichkeit als „Kameraden“ und tauschen miteinander Zigaretten aus. Dr. Pahlenberg beneidet den Amerikaner um deren unendliche Vorräte an Blutkonserven, dem Wundermittel Penicillin etc. Dr. Pahlenberg hilft ihnen bei einem komplizierten Nierenschuss. Der Verwundete, der schon seit zwei Tagen auf dem Hügel im Regen liegt, ist nicht transportfähig und droht jeden Moment zu sterben, denn das Projektil steckt in der Niere. Unter primitivsten Bedingungen operieren sie mitten auf dem Felde und exstirpieren eine Niere, abgedeckt von einer Zeltplane und beleuchtet von einfachsten Scheinwerfern. San-Feldwebel Krankowski assistiert ihm dabei. Major von Sporken kann diese hochdramatische Szene vom Klosterhügel mit dem Fernglas aus beobachten. Sie operieren ohne aseptische Bedingungen in Dreck und Regen und retten einen Menschen. Die Amerikaner sind dem deutschen Chirurgen unendlich dankbar und verabschieden sich mit pathetischen Worten über die Absurdität des Krieges, denn die Waffenruhe geht in einer Stunde vorbei. Dann sind sie wieder Feinde und müssen Befehle ausführen und aufeinander schießen.
Dr. Pahlberg muss es sogar tun, denn bei Zuwiderhandlung gilt „Feigheit vor dem Feind“ und darauf steht standrechtliches Erschießen. Sie tauschen untereinander Adresse aus und Bolton lädt Dr. Pahlberg nach Ende des Krieges in sein Haus nach Boston in Massachusetts ein und dieser ihn nach Kiel, wo er ebenfalls willkommen ist. Als Abschiedsgeschenk bekommt Erich Penicillin.
Das OKW der Wehrmacht meldet, dass am 16. März nach schweren Luftschlägen und Artillerievorbereitung ein weiterer Bodenangriff der Alliierten auf die Ortschaft Cassino erfolgt. Schwere Kämpfe gegen neuseeländische, indische und französische Truppen in der Stadt Cassino werden am 17. März gemeldet.
Der 15. März 1944 ist frühlingshaft mild.
Der Gefechtsstand von Oberst Stucken in Albaneta ist darüber informiert, dass der finale Angriff Freybergs unmittelbar bevorsteht. Die Alliierten müssen das Liri-Tal unbedingt frei kämpfen, da die Zeit drängt und Rom befreit werden muss. Auf dem Klosterberg besteht das III. Fallschirmjäger-Bataillon nur noch aus 130 Mann, mit Kompanien nicht mehr als 30 Mann stark.
Um 08:30 Uhr taucht eine alliierte Bomberwelle auf. Es sind mehrere Wellen, die Cassino und das Kloster Monte Cassino bis 12:30 Uhr restlos zerstören. Das Chaos ist furchtbar. In einem Keller werden 14 Fallschirmjäger von den zusammenstürzenden Trümmerresten lebendig begraben. Dann setzt bis 15:30 Uhr schwerstes Artilleriesperrfeuer aus schweren Geschützen bis Kaliber 24 cm ein. Es ist der schwerste Artillerieschlag des Zweiten Weltkriegs. Insgesamt werden 195.696 Artilleriegranaten Sprengbrand verschossen. Es ist die geballte Feuerkraft der Artillerie von drei Armeekorps.
Das Inferno wird von einem Hügel bei Cervano von den Generälen Alexander, Clark und Eaker beobachtet. Sie kommen zu dem Schluss, dass niemand dieses Feuer überlebt haben kann. Clark hält den Weg ins Liri-Tal somit freigebombt. General Alexander will Freyland den Befehl zur Einleitung der Bodenoffensive geben. Die Ortschaft Cassino soll von Infanterie mit Panzerschutz genommen werden und der Klosterberg über den Vorberg Rocca Janula durch die 5. Indische Brigade.
Gegen 13:00 Uhr dringen Freybergs ersten Bataillone nach Cassino ein. Schwerpunkte sind der Bahnhof und die Via Casilina. Im Nordteil der Stadt kämpft das II. Fallschirmjägerbataillon und empfängt die Angreifer mit heftigem Abwehrfeuer. Die sind über den unerwarteten Widerstand nach dem größten Trommelfeuer aller Zeiten völlig perplex.
Das 4/6 Rajputana Rifle Regiment greift vom Rocca Janula den Klosterberg an. Rocca Janula fällt gegen Mitternacht bei strömenden Regen. Ein schwerverwundeter Fallschirmjäger, der letzte Überlebende der 2. Kompanie, meldet Major v. Sporken den Verlust von Rocca Janula, das Vorrücken der Inder auf Höhe 165 und 236, sowie die beginnende Besetzung der Höhe 435, des letzten Hügels vor den Klostermauern.
Die Gruppe Maaßen richtet sich auf den Feuerkampf von Höhe 435 ein. Die Gurkhas erklimmen den Bergabhang und werden unter schweres MG-Feuer genommen.
General Freyberg wird gemeldet, dass sämtliche Offiziere der indischen Brigade gefallen sind.
Der Angriff kann erst im Morgengrauen mit frischen Kräften fortgesetzt werden. Die Fallschirmjäger führen einen letzten verzweifelten Gegenangriff durch und können die Inder auf Höhe 435 abschneiden.
Ein neuseeländisches Panzerregiment führt mit 17 leichten Panzern einen Panzerangriff von Albaneta aus an. Dabei wird auch Stuckens Gefechtsstand mit in die Kämpfe verwickelt. Sechs Panzer werden durch Panzernahbekämpfung im Nahkampf vernichtet und der Angriff muss abgebrochen werden.
Am 20. März 1944 sind drei Ju-52 Maschinen im Anflug auf Monte Cassino. Sie beinhalten 60 Männer und Munition für die Gebirgsartillerie. In einer dieser Maschinen ist Renate Wagner. Hauptmann Gottschalk freut sich über den Nachschub, weiß aber auch, dass sich 70 % der Männer bei der gefährlichen Nachtlandung die Beine brechen könnte. Panzer eröffnen mit Turm-MGs das Feuer auf die landenden Fallschirmjäger. Bei der Landung hat es vier Tote und zwölf Verletzte gegeben.
Leutnant Mönning, der Führer der Landungstruppe lässt sammeln. Unter ihnen ein junger Leutnant, den niemand kennt.
Oberst Stucken weist die Gelandeten in die Lage ein. Da taucht eine Gestalt auf, die sich inmitten von Feindeinsicht und Dauerbeschuss sehr unmilitärisch verhält. Es ist Renate Wagner. Es kommt zu einer rührenden Wiedersehensszene mit Dr. Pahlberg.
Die Tatsache, dass sie sich als Leutnant ausgegeben hat, nur um auf das Kloster Monte Cassino zu kommen, sorgt für große Irritationen.
Am 22. März 1944 bringt ein Partisanenbekämpfungstrupp Major von der Breyle einen Sterbenden von Höhe 134. Es ist sein Sohn Jürgen. Dann erfolgt ein Panzerangriff von Höhe 593. Breyles Leben hat nach dem Tod seines Sohnes keinen Sinn mehr. Also bekämpft er einen Feindpanzer mit einer T-Mine und kommt dabei selbst ums Leben.
Freyberg muss sich nach einem erneuten Angriff über den Kalvarienberg (Hügel 593) zurückziehen. Die zweite Cassino-Schlacht, die größte Materialschlacht des Zweiten Weltkriegs, ging für die Alliierten verloren. Die legendären Fallschirmjäger der „Grünen Teufel“ werden befördert und ausgezeichnet. General Anders mit dem 2. Polnischen Korps übernimmt.
Dr. Pahlberg möchte, dass Renate unbedingt die Klosterruine verlässt. Es sei Selbstmord hier zu bleiben. Doch Renate weigert sich standhaft. Zum Ausdruck ihrer Entschlossenheit rennt sie in den Wirkungsbereich indischer Scharfschützen und kann im letzten Moment noch von Erich gerettet werden.
Am 11. Mai 1944 wird eine neue Feuerwalze der Alliierten eröffnet und die polnischen Karpatenjäger beginnen ihren Sturm. Um 01:00 Uhr nachts wird der Kalvarienberg genommen, es folgt die Massa Albaneta und die „Phantom-Höhe“. Es ist der finale Angriff.
Klein und Küppers wehren sich verzweifelt mit MG-Feuer und Handgranaten. Volksdeutsche aus Posen, Bromberg und Thorn rufen auf Deutsch um Hilfe, als sie vom MG-Feuer Kleins niedergestreckt werden.
In den OP-Keller fällt ein Blindgänger, kann aber in letzter Sekunde noch auf den Innenhof geworfen werden, wo er Eugen Tack, die „größte Flasche der dt. Wehrmacht“, tötet. Leutnant Weimann stirbt durch vierfachen Lungendurchschuss.
Am 15. Mai brechen die alliierten Regimenter in die deutschen Stellungen ein und die Fallschirmjäger räumen am 17. Mai den Berg. Küppers und Klein kommen ums Leben. Dr. Pahlberg und Renate werden von einer Partisanengruppe aufgegriffen. Bevor sie jedoch erschossen werden, doch dann erkennt Sinimbaldi den deutschen „Dottore“, der Gina Dragomare gerettet hat. Er bewirtet die beiden und lässt sie schließlich frei, damit sie sich den zurückziehenden Deutschen wieder anschließen können.

## Haupt- und Nebenfiguren
- Oberst Hans Stucken: Kommandeur der 34. Fallschirmjägerdivision[23]
- Major Ia Richard von Sporken: Ia – Erster Generalstabsoffizier im Divisionsstab, zuständig für die stellvertretende Divisionsführung
- † Major Caspar von der Breyle: Ib – Zweiter Generalstabsoffizier im Divisionsstab, zuständig für die Versorgung
- † Leutnant Jürgen von der Breyle: Caspars Sohn. An der Offiziersschule ist er Jahrgangsbester in Sachen Taktik. Aufgrund seiner schlimmen Erfahrungen an der Ostfront, hält er Krieg für ein Verbrechen.
- Hauptmann Reinhold Gottschalk: Kompaniechef der 3. Kompanie (3. FschJgKp) II./I. Batl./34. FD. Ritterkreuzträger.
- Feldwebel Kurt Maaßen: Fallschirmjäger 3. FschJgKp
- Unteroffizier Heinrich Küppers: Fallschirmjäger 3. FschJgKp
- Stabsgefreiter Theo Klein: ständig notgeiler[24] Fallschirmjäger 3. FschJgKp
- Obergefreiter Felix Strathmann: Fallschirmjäger 3. FschJgKp. Träger des EK I und EK II, silbernes Verwundetenabzeichen, Kretaabzeichen, hat mit einem PzVernTrp in der Schlacht am Ätna drei US-amerikanische Panzer mit geballten Ladungen vernichtet. Er ist der Sohn eines Seemannes und einer Wäscherin aus Hamburg-St. Pauli. Felix wächst in unmittelbarer Nähe des Rotlichtmillieus auf. Er sollte Schlosser im Schiffsbau werden, hat sich freiwillig zum Militär gemeldet.
- Josef Bergmann: Fallschirmjäger 3. FschJgKp
- Dr. Paul Heitmann: Oberstabsarzt und Pahlbergs Vorgesetzter
- Dr. Erich Pahlberg: Idealist und Stabsarzt aus tiefster Überzeugung. Während seine Kollegen den Tod als „Gefallen für Großdeutschland“ akzeptieren, bezichtigt er das Heeressanitätswesen als mörderisches Instrument eines verbrecherischen Regimes.
- Dr. Klaus Christopher: Unterarzt
- Renate Wagner: goldblonde Rotkreuz-Krankenschwester und Verlobte von Pahlberg. Sie ist strikt gegen Krieg und Heldentod eingestellt.
- Maria Armenata: das hübsche und rassige Partisanenmädchen. Sie verliebt sich in Felix. Er ist für sie „mia dolce“ (mein Süßer).
- Emilio Bernatti, Mario Dragomare und Francesco Sinimbaldi: lokale Partisanen

## Sprachstil
„Auf der Straße empfing sie der Seewind. Er pfiff um die Ecken der Gassen und trieb den Gestank von Fisch und Fäulnis in die letzten Winkel. Die an Leinen über die Gassen gespannte Wäsche knatterte und flatterte durch den Nachthimmel wie ein Heer riesiger Geier.“

Der Sprachstil ist teilweise pathetisch, teilweise aber auch der rauen Kriegswirklichkeit angemessen. Es fallen zahlreiche derbe Landserausdrücke wie Kurt, drück die Schnauze in den Dreck, nimm den Hintern ‘runter, kneif die Arschbacken zusammen und lieg schön still. „Kerls, ihr müsst am Boden kleben wie nachts auf euren Weibern!“, „Unteroffizier Müller 17 [meldet sich] mit zerrissener rechter Arschbacke zur Stelle!“ oder „Ein herrlicher Schuss!“, sagte Gefreiter Grüben meckernd. „Genau drei Zentimeter neben der Kimme.“
So hält beispielsweise der Kübelwagen des Hauptmann Gottschalk neben einem Landser an, der gerade im Straßengraben sein Geschäft verrichtet, als wäre es das Normalste der Welt. Für besseren Stuhlgang bekommt er vom Kompaniechef Rizinus verordnet.
Es wird auch die rohe Sprache der Kriegsmedizin verwandt. „[…] Der Mensch ist nur ein Sack! Man kann ihn aufschneiden, man kann ihn zunähen! Und hat er mal ein Loch, dann stopfen wir es!“.  Konsaliks bildreicher Sprachstil wechselt sich mit nüchternen militärischen Operationsbeschreibungen ab. Auch gibt er einen sehr detaillierten Einblick in die Abläufe der Springerlehrgänge bei der Fallschirmjägertruppe.
Der Sprachstil ist teilweise auch in hohem Maße tendenziös und wirklichkeitsverzerrend. So machen die männlichen Partisanen teilweise sehr abfällige Bemerkungen über ihre eigenen Frauen. „Ich bring dich um, du Miststück … Man sollte im Krieg alle Weiber ersäufen, dann ist das Siegen leichter!“ Im Gegenzug dazu, benehmen sich die guten deutschen Charaktere wiederum stets als äußerst ritterlich.

## Rezensionen
Bei der Erscheinung des Buches wurden einige Kontroversen ausgelöst. So soll die erste Veröffentlichung durch den damaligen Bundesverteidigungsminister Franz Josef Strauß gestoppt worden sein. Am 6. Mai 1960 wurde der Titel von der Bundesprüfstelle für jugendgefährdende Schriften als jugendgefährdende Schrift indiziert. Die Begründung lautete:

„Kriegsverherrlichend durch eine unglaublich drastische und beim besten Willen ernst zu nehmende superman-ähnliche Überhöhung eines kleinen Trupps von »Himmelhunden«, deren grandiose Abenteuer den Krieg bzw. einen wichtigen Kriegsabschnitt tatsächlich nur erscheinen lassen als einen »Rabbatz«, als Abenteuer, dass diese »Teufelskerle« mit gelassener Ruhe, fast mit der linken Hand, erfolgreich bestehen. Sie gegen sich zu haben, war auch einem überlegenen Gegner »eine Ehre« (…) Was andere Wehrmachtsteile nicht schaffen konnten, waren für sie kleine Fische (…) »Mit solchen Teufelskerlen gewinnt man Kriege« (…)“

Die Rede ist auch von einer „schmierenhaft kitschigen Liebesgeschichte“ und „widerlichen Geilheit“.
Der Spiegel hat im Jahr 1958 eine Rezension darüber geliefert. Konsaliks Roman liefere mit Memoiren und Heeresberichten  den authentischen Rahmen zur Schlacht von Monte Cassino. Die phantasievolle Geschichte des Autors sei somit mit militärischem Sachverstand angereichert und berichtet von unglaublichen Heldentaten. Trotz einer verwirrenden Handlungsfülle bliebe das Buch gleichermaßen langweilig.
Es ginge um pervitinsüchtige Truppenärzte', die im sentimentalen Edelmannsdeutsch  kommunizieren und noch nicht einmal in der Endphase des Zweiten Weltkrieges bereits schon über Kollektivschuld  debattieren würden. Höhepunkt würde der Absprung der Fallschirmjäger, darunter die junge Krankenschwester in Leutnantsuniform, die unbedingt zu ihrem geliebten Stabsarzt will, über dem Kloster bilden.
Konsaliks Buch ist auch ein Plädoyer für die Kraft der Jugend, die von Erich Pahlberg und Renate Wagner verkörpert wird und sich gegen das althergebrachte Denken durchsetzen muss. Ihre Liebe ist stärker als alle Bedenken ihrer oft väterlichen Vorgesetzten und bar jeglicher Vernunft. Es geht unter anderem auch um Pathos, Heldenverehrung und den Schmerz, den Eltern verspüren, wenn ihnen das einzige Kind genommen wird. So sagt Major von der Breyle Oberst Stucken im übertragenen Sinne, dass Frauen es nicht verstehen, wenn Millionen von Müttern diesen gleichen Schmerz („Opfer für Großdeutschland“) verspüren, denn für jede einzige ist nur ihr eigenes Kind die ganze Welt und nicht die Söhne der ganzen Nation.

## Historischer Kontext
Konsalik beleuchtet einige Episoden aus der großen Materialschlacht um Monte Cassino in Italien. Der Roman beginnt im September 1943 mit der alliierten Landung in Salerno.
Es war die besondere Lage der Schlüsselstellung von Monte Cassino auf dem Weg nach Rom, welche die besonders intensiven Kämpfe eskalieren ließ. Bei Ortona kämpfte schon im Dezember 1943 die kanadische 1. Infanteriedivision gegen deutsche Fallschirmjäger in sehr harten Kämpfen. Der US-Vormarsch wurde an der Gustavlinie gestoppt. In den Trümmern der Abtei entbrannten besonders verbissene Kampfhandlungen.
Am 15. Februar 1944 warfen 250 alliierte Bomber ca. 363 Tonnen Spreng- und Brandbomben über der Abtei ab und leiteten damit den „Häuserkampf“ um die übrig gebliebenen Trümmer ein. Darin hatte sich das I. Bataillon des Fallschirmjägerregimentes 3 unter Oberst Heilmann verschanzt. Monte Cassino wurde zu einem Verdun im kleinen, wo jeder Grabenabschnitt und jeder Mauerrest erbittert umkämpft wurde. Der Berg wurde in der letzten Märzwoche 1944 mit 588.094 Artilleriegranaten belegt und dennoch erschöpfte sich das Korps Freyberg in blutig abgewiesenen Angriffen.
Letztendlich waren es polnische Infanteristen, die das Kloster von Monte Cassino eroberten.

## Textausgaben
- Heinz Konsalik: Sie fielen vom Himmel. Schneekluth Verlag, Darmstadt 1958, ISBN 3-453-00073-0.
- Heinz Konsalik: Sie fielen vom Himmel. Neuer Kaiser Verlag, 2005, ISBN 3-453-00073-0.